# NGC 1097A
NGC 1097A is een elliptisch sterrenstelsel in het sterrenbeeld Oven.

## Synoniemen
- PGC 10479
- ESO 416-19
- MCG -5-7-22